# Bernd Reuters
Bernd Reuters (* 11. September 1901 in Berlin; † 6. Juli 1958 in Hamburg) war ein zu seiner Zeit berühmter deutscher Grafiker, Illustrator, Formgestalter und Automobildesigner. 
Bernd Reuters ist ein (fast vergessener) Wegbereiter der professionellen Autowerbung. Seine Entwürfe für viele verschiedene Automarken ließen ihn in der ersten Hälfte des 20. Jahrhunderts zu einem begehrten Grafiker für die Automobilbranche werden. Sein Stil zwischen Expressionismus und Art déco der Goldenen Zwanziger Jahre machten ihn zu seiner Zeit berühmt. Sein Schaffen ist heute nur noch wenigen bekannt.

## Leben
Nach einer kurzen Ausbildung an der Hochschule der Künste Berlin arbeitete er schon 1920 als Gebrauchsgraphiker.
Ab 1926 entstanden erste Autowerbungen für die in Brandenburg an der Havel ansässigen Brennabor-Werke und NAG aus Berlin. Bald gestaltete er Werbung und Prospekte für Autohersteller wie Adlerwerke, Auto Union, Graham Paige, Ford, Hansa-Automobil, Lincoln, Opel oder die Röhr Auto AG, für Autozeitschriften wie z. B. The Autocar und für Werbeprospekte von Reifenherstellern wie auch mehrfach das Cover von Echo Continental. Vor dem Zweiten Weltkrieg zählte er zu den bedeutendsten deutschen Fachleuten in der Automobilwerbung. Sein Stil beeinflusste andere Zeichner im In- und Ausland. Durch zahlreiche kritische Berichte, Zeichnungen und Vorschläge in Sport im Bild oder Motor hatte er – zumindest in Deutschland – auch Einfluss auf das Karosseriedesign.
Bernd Reuters verstarb im Alter von 56 Jahren an einem Herzinfarkt.